# Арайхазар
Арайхазар (бенг. আড়াইহাজার, англ. Araihazar) — город в центральной части Бангладеш, административный центр одноимённого подокруга. Площадь города равна 1,49 км². По данным переписи 2001 года, в городе проживало 3216 человек, из которых мужчины составляли 56,75 %, женщины — соответственно 43,25 %. Плотность населения равнялась 2158 чел. на 1 км². Уровень грамотности населения составлял 40 % (при среднем по Бангладеш показателе 43,1 %).